# Langfinger-Streifenbeutler

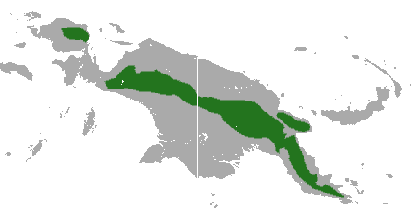
Das Verbreitungsgbeite des Langfinger-Streifenbeutlers in den Gebirgen Neuguineas.

Der Langfinger-Streifenbeutler (Dactylopsila palpator) ist eine im Zentralgebirge von Neuguinea (Bismarckgebirge, Maokegebirge und Owen-Stanley-Gebirge), im Arfakgebirge auf der Halbinsel Vogelkop im Westen von Neuguinea und auf der bergigen Huon-Halbinsel vorkommende Art der Gleitbeutler (Petauridae).

## Merkmale
Der Langfinger-Streifenbeutler erreicht eine Kopfrumpflänge von 20 bis 26 cm, hat einen 17 bis 24 cm langen Schwanz und erreicht ein Gewicht von 320 bis 550 g. Das Fell ist weißlich bis hellgrau. Drei dunkelbraune bis schwarze Streifen verlaufen auf dem Rücken. Von allen anderen Streifenbeutlern unterscheidet sich der Langfinger-Streifenbeutler durch den stark verlängerten vierten Finger am Vorderfuß und den relativ zum Rumpf vergrößerten Kopf. Der Beutel der Weiblichen Tiere ist durch eine mittige Hautfalte in zwei Bereiche geteilt, von denen jeder eine einzelne Zitze hat.

## Lebensraum und Lebensweise
Der Langfinger-Streifenbeutler kommt in primären Bergwäldern in Höhen von 850 bis 3050 Metern vor. Die meisten Exemplare leben oberhalb von 1200 Metern. Die Beuteltierart ernährt sich unter anderem von größeren Insektenlarven, die auf den Bäumen oder im Erdboden gesucht werden. Da die Tiere sowohl in Baumhöhlennestern als auch in Nestern im Erdboden schlafen, gelten sie als nicht so strikt baumbewohnend (arboreal) wie die anderen Streifenbeutler. In den Nestern wurden schon 4 bis 5 Tiere zusammen gefunden. Genaueres über Verhaltensweisen und die Fortpflanzung ist nicht bekannt.

## Systematik
Die wissenschaftliche Erstbeschreibung des Langfinger-Streifenbeutlers wurde im Jahr 1888 durch den französischen Zoologen Henri Milne Edwards veröffentlicht. Der britische Zoologe Oldfield Thomas führte im Jahr 1910 für die Art eine eigenständige, monotypische Gattung ein, Dactylonax. Die meisten Autoren bleiben aber bei der Zuordnung bei Dactylopsila. Die IUCN führt den Langfinger-Streifenbeutler unter der Gattungsbezeichnung Dactylonax.

## Gefährdung
Die IUCN stuft den Langfinger-Streifenbeutler als ungefährdet (Least Concern) ein. Grund ist das relativ große Verbreitungsgebiet und das Vorkommen in mehreren Schutzgebieten.

## Belege
1. 1 2 3 4  Stephen Jackson: Family Petauridae (Striped Possums, Leadbeater's Possum and Lesser Gliders). S. 559 in Don E. Wilson, Russell A. Mittermeier: Handbook of the Mammals of the World – Volume 5. Monotremes and Marsupials. Lynx Editions, 2015, ISBN 978-84-96553-99-6
2. 1 2  Dactylonax palpator in der Roten Liste gefährdeter Arten der IUCN 2016. Eingestellt von: Leary, T., Wright, D., Hamilton, S., Singadan, R., Menzies, J., Bonaccorso, F., Helgen, K., Seri, L., Allison, A., Salas, L. & Dickman, C., 2015. Abgerufen am 29. Juni 2018.